# Jeff Stearns
Jeff Stearns (Jacksonville, 13 aprile 1977) è un attore statunitense, noto particolarmente per il suo ruolo, a metà degli anni 1990, nella serie televisiva Pacific Blue.
Nel 2001 appare nel film Twice as Dead. Nel 2003 ha un ruolo da protagonista in Fighting Words e in Fire Over Afghanistan.